# Горссел
Горссел (нід. Gorssel) — село в нідерландській провінції Гелдерланд. Входить до муніципалітету Лохем.
До 2005 року мало статус окремого муніципалітету.
У селі провів заключну частину життя Мартінус Віллем Беєрінк (1851—1931), нідерландський мікробіолог та ботанік.

## Історія
Горсель згадується в грамоті 1253 року марки Герсло. Територія навколо млина Ґертруди Корнелії під назвою Естерхук є найстарішою частиною Горселя.
У центрі міста знаходиться голландська реформатська церква. Повністю перебудована в 1928 році, будівля церкви 15-го століття була зруйнована в 1945 році бомбардуванням союзників і замінена в 1947 році. Вежа, яку можна було б відновити, все ще датується 15 століттям. За межами центру села, на Зутфензевег, знаходиться загальний цвинтар. Найстаріша секція містить ряд дуже доглянутих могил родин, які мешкали в маєтках у цій місцевості. У новій секції знаходиться родинна могила Клюверів, засновників однойменного видавничого концерну.
У 1785 році на пустирі біля Горселя було споруджено могилу для Йоанни Дерк ван дер Капеллен тот ден Пол. 23 вересня 1787 року було сплюндровано фамільний герб на пам'ятнику. В ніч з 6 на 7 серпня 1788 року оранжисти підірвали меморіал.
У 1831 році муніципалітет Дорт був об'єднаний з Горселем.
Горсель був окремим муніципалітетом до 2005 року, коли він був об'єднаний з Лохемом. До об'єднання до складу муніципалітету Горсель входили міста Горсель, Епсе, Ефде, Альмен, Харфсен, Йоппе і Крінг ван Дорт.

## Громадський транспорт
Існує регулярне автобусне сполучення, автобусна лінія 81, яка щодня заїжджає в Gorssel за маршрутом Deventer - Zutphen v.v.
По суботах та неділях є регулярне автобусне сполучення, автобусна лінія 450, яка курсує з Зутфена в обидва кінці через Горсель та Ларен назад до Зутфена.